# Moraine Farm
Moraine Farm ist die Bezeichnung eines 37 Acres (15 ha) großen Naturschutzgebiets in der Nähe von Beverly im Bundesstaat Massachusetts der Vereinigten Staaten. Es wird von der Organisation The Trustees of Reservations verwaltet und ist nicht öffentlich zugänglich.

## Geschichte
Die Farm wurde 1880 vom Landschaftsarchitekten Frederick Law Olmsted für den Eigentümer des Grundstücks John C. Phillips entworfen. Er experimentierte dabei mit Ideen, die er später in größerem Maßstab bei der Errichtung des Biltmore Estate in North Carolina sowie beim Prospect Park in Brooklyn umsetzte. Olmsted, zu dessen Schülern auch der Gründer der Trustees of Reservations Charles Eliot zählte, kombinierte auf dem insgesamt 275 Acres (111,3 ha) großen Gelände Möglichkeiten zum Aufbau einer Landwirtschaft nach neuesten wissenschaftlichen Erkenntnissen mit landschaftsgestalterischen Elementen.
Dazu konzipierte er eine Mischung aus Rasenflächen, Hecken, Steinwällen und Viehweiden. Zudem nutzte er den angrenzenden Lake Wenham, um dort in Kooperation mit den Bostoner Architekten Peabody and Stearns eine ausladende Steinterrasse zu platzieren, die das Haupthaus der Farm in die Landschaftsgestaltung einbezog. In den Arbeitsbereichen der Farm installierte Olmsted ein unterirdisches Drainage-System, um saisonal überflutete Bereiche in produktive Acker- und Weideflächen umzuwandeln.
Ihren Namen erhielt die Farm von einer Moräne (englisch moraine) auf dem Grundstück, die Olmsted in die Gestaltung mit einbezog, indem er auf ihr einen erhöhten Aussichtspunkt errichtete. Das Schutzgebiet wurde aufgrund einer Schenkung an die Trustees im Jahr 2010 eingerichtet.

## Schutzgebiet
29 Acres (11,7 ha) des Schutzgebiets, die seit Gründung der Farm ununterbrochen bewirtschaftet wurden, werden aktuell von den Trustees im Rahmen eines Programms zur solidarischen Landwirtschaft genutzt. Die übrigen zum Schutzgebiet gehörenden 8 Acres (3,2 ha) bestehen aus Wasserfläche des Wenham Lake.
Aufgrund der fortdauernden Nutzung des Gebiets ist es nicht für Besucher zugänglich. Neben den Trustees engagieren sich auch die gemeinnützigen Organisationen Essex County Greenbelt Association und Friends of the Olmsted Landscape für die Erhaltung des Gebiets.